# Phyllonorycter ivani
Phyllonorycter ivani — вид лускокрилих комах родини молей-строкаток (Gracillariidae). Описаний у 2019 році.

## Назва
Автор описання виду P. ivani Наталя Кіріченко назвала таксон на честь свого батька Івана.

## Поширення
Виявлений лише у місті Красноярськ в Росії. Знайдений на території місцевого Академмістечка.

## Спосіб життя
Личинки живляться листям карагани дерев'янистої. Вони мінують листя, виїдають його зсередини, не пошкоджуючи шкірку.